# Les Petites Chéries
Ne doit pas être confondu avec Little Darlings (téléfilm)
Pour plus de détails, voir Fiche technique et Distribution.
Les Petites Chéries (Little Darlings)  est une comédie dramatique américaine pour adolescents réalisée par Ronald F. Maxwell et sortie en 1980. Le scénario est écrit par Kimi Peck et Dalene Young et la partition musicale originale est composée par Charles Fox.
Le film met en vedette Tatum O'Neal, Kristy McNichol, Armand Assante et Matt Dillon.

## Synopsis
Deux jeunes filles de quinze ans en vacances dans un camp se défient à savoir laquelle des deux perdra la première sa virginité.

## Fiche technique
- Titre original : Little Darlings
- Titre français : Les Petites Chéries
- Réalisation : Ronald F. Maxwell
- Scénario : Kimi Peck, Dalene Young
- Photographie : Bedrich Batka
- Montage : Pembroke J. Herring
- Musique : Charles Fox
- Pays de production : États-Unis
- Langue originale : anglais
- Format : couleur
- Genre : comédie dramatique
- Durée : 96 minutes
- Dates de sortie :
  - États-Unis : 21 mars 1980
  - France : 3 septembre 1980

## Distribution
- Tatum O'Neal : Ferris
- Kristy McNichol : Angel
- Armand Assante : Gary
- Matt Dillon : Randy
- Margaret Blye : Ms. Bright (comme Maggie Blye)
- Nicolas Coster : Mr. Whitney
- Krista Errickson (en) : Cinder
- Alexa Kenin (en) : Dana
- Abby Bluestone : Chubby
- Cynthia Nixon : Sunshine
- Simone Schachter : Carrots
- Tammy Lynn Leppert : Party Girl (non créditée)

## Production
Le film est réalisé par King's Road Productions de Stephen Friedman. Paramount accepte de fournir 5,3 millions de dollars pour le réaliser en échange de 14,3 millions de dollars pour commercialiser et développer le film.
La photographie principale commence le 19 mars 1979 au Hard Labor Creek State Park, à 50 miles à l'est d'Atlanta. La scène à la station-service a été filmée au centre-ville de Rutledge, la ville la plus proche du parc. Le lieu de rencontre pour les bus au début et à la fin a été filmé dans un parking près des bureaux de The Atlanta Journal-Constitution, et l'ancien Omni Coliseum peut être vu en arrière-plan y compris dans la dernière scène du film. Lorsque Ferris est conduit en ville, ils passent devant la Swan House, indiquant que sa famille vit à Buckhead, un quartier riche de la ville au nord de la ville.

## Réception
Le critique de cinéma Roger Ebert a déclaré à propos du film qu'il « réussit d'une manière ou d'une autre à traiter le sujet impressionnant et effrayant de l'initiation sexuelle avec une partie de la dignité qu'il mérite ».

## Récompenses et honneurs
- Young Artist Awards : Nommée : Deuxième meilleure jeune actrice dans un film majeur - Kristy McNichol[5]